# Tricentrus gibbosulus
Tricentrus gibbosulus är en insektsart som beskrevs av Walker 1858. Tricentrus gibbosulus ingår i släktet Tricentrus och familjen hornstritar. Inga underarter finns listade i Catalogue of Life.